# 塞哥维亚桥
塞哥维亚桥（西班牙语: Puente de Segovia）是西班牙马德里的一座古桥，跨曼萨纳雷斯河。1996年列为保护建筑。
塞哥维亚桥建于1582-1584年，由费利佩二世委托胡安·德·埃德拉设计，使用花岗岩建造。